# Gornja Bela Reka, Nova Varoš
Gornja Bela Reka (izvirno srbsko Горња Бела Река) je naselje v Srbiji, ki upravno spada pod Občino Nova Varoš; slednja pa je del Zlatiborskega upravnega okraja.